# サノヤスホールディングス
サノヤスホールディングス株式会社（英: Sanoyas Holdings Corporation）は、大阪府大阪市北区中之島に本社を置く、機械メーカー等を営む企業の持株会社である。

## 概要
造船事業を営んでいたサノヤスが、建設用機器製造の菱野金属工業（ヒシノ）、遊戯具製造の明昌特殊産業（岡本製作所の傍系）を吸収合併してできた複合企業となっている。2012年1月に各分野ごとに分社化を行った。

## 沿革
- 1911年（明治44年）- 大阪の中野造船所出身の佐野川谷安太郎（1886-1961）により佐野安造船所を創業[1]。
- 1940年（昭和15年）- 佐野安船渠株式会社に改組[1]。。
- 1967年（昭和42年）- 大阪証券取引所2部に上場。
- 1974年（昭和49年）- 大阪証券取引所1部に指定替え
- 1984年（昭和59年）- 株式会社サノヤスに社名変更。
- 1990年（平成2年）- 菱野金属工業株式会社を吸収合併。
- 1991年（平成3年）- 明昌特殊産業株式会社を吸収合併し、社名を株式会社サノヤス・ヒシノ明昌（サノヤス・ヒシノめいしょう）に変更。
- 2000年（平成12年）- 本社をダイビルに移転。
- 2009年（平成21年）7月 - 本社を中之島ダイビルに移転。
- 2011年（平成23年）10月 - 株式移転により持株会社・サノヤスホールディングス株式会社を設立。
- 2012年（平成24年）1月 - 造船・プラント事業をサノヤス造船に、建機部門をサノヤス建機に分社、遊戯具部門のみが残ったサノヤス・ヒシノ明昌の社名をサノヤス・ライドに変更。
- 2013年（平成25年）7月 - 大阪証券取引所と東京証券取引所との現物株市場統合に伴い、東京証券取引所1部に指定替え
- 2014年（平成26年）12月 - 子会社の加藤精機株式会社とケーエス・サノヤス株式会社を管理する中間持株会社としてサノヤス精密工業株式会社を設立。
- 2015年（平成27年）
  - 3月 - 株式会社大鋳を子会社化。
  - 4月 - サノヤス・ライド（オーストラリア）とメルボルンスターマネジメントが事業統合。
- 2016年（平成28年）4月 - サノヤス商事、サノヤス安全警備及びサノヤス産業の合併により、サノヤス・ビジネスパートナー株式会社を設立。
- 2017年（平成29年）4月 - サノヤス精密工業が加藤精機株式会社とケーエス・サノヤス株式会社を合併。
- 2018年（平成30年）
  - 4月 - サノヤスMTG株式会社（現・サノヤステクノサポート）を設立。
  - 6月 - 監査等委員会設置会社に移行。
- 2019年（平成31年）4月 -
  - サノヤス・エンジニアリングが大鋳と合併。
  - サノヤス・ビジネスパートナーが株式会社サノテックと合併し、株式会社サノテックに社名変更。
- 2020年（令和2年）
  - 1月 - ハピネスデンキ株式会社を子会社化
  - 4月 - サノヤス・エンジニアリング株式会社が、サノヤス建機株式会社と合併。
- 2021年（令和3年）2月 - サノヤス造船の全株式を新来島どっくへ譲渡[2][3]。これにより創業以来119年間続けてきた造船事業から撤退した。

## 連結子会社
- サノヤス・エンジニアリング株式会社（機械式駐車装置等）
- サノヤス精密工業株式会社（機械・機械部品・自動車部品・建築部品等）
- みづほ工業株式会社（化粧品・医薬品製造装置、工場排水処理装置等）
- サノヤス・エンテック株式会社（空調給排水衛生設備・環境装置・医療廃棄物処理装置）
- ハピネスデンキ株式会社（電気機械器具製造業・電気工事業）
- サノヤス・ライド株式会社（遊園地遊戯機械設備の製造・販売・賃貸・運営）
- サノヤス・ライドサービス株式会社（遊園地等運営受託）

### 過去のグループ企業
- サノヤス造船株式会社 - 2021年2月28日に全株式を新来島どっくへ譲渡したと同時に、商号を株式会社新来島サノヤス造船へ変更。
- 株式会社サノテック - サノヤス造船が100％株式保有。

## CM
- 「マッチ棒クイズ」篇
- 「無人島」篇
- 「造船番長」篇
- 「造船係長」篇